# NFI Progress
Narodowy Fundusz Inwestycyjny Progress SA (04PRO) – Narodowy Fundusz Inwestycyjny Progress SA, notowany na Giełdzie Papierów Wartościowych w Warszawie.